# Великий китайський канал
Великий китайський канал (кит.: 京杭大运河) — найдовший у світі канал, що з'єднує Пекін з Ханчжоу, складаючи у довжину 1794 км. З 2014 Великий китайський канал включено до списку об'єктів світової спадщини ЮНЕСКО.

## Побудова
Основа Великого каналу була закладена ще у 486 до н. е., коли побудовано перший значний канал від Янчжоу до Хуайань у сучасній провінції Цзянсу. Надалі будувалися численні канали, що тягнулися зі сходу на захід. Вони переважно розташовувалися між річками Хуанхе та Янцзи.
Лише у VII ст. н. е. розпочалися масштабні роботи з побудови саме Великого каналу. Їх ініціатором виступив другий імператор з династії Суй Ян-ді. Він вперше вирішив провести канал з півночі на південь. Було заплановано з'єднати річки Хуанхе та Янцзи. Цьому сприяла наявність різних невеличких каналів. Роботи розпочалися у 605 році. На будівництво каналу було залучено до 2 млн осіб. Тоді ж вперше до примусових робіт залучено жінок. Уздовж каналу також споруджувалися дороги, поштові станції, імператорські будиночки. Перший відрізок було споруджено за 171 день. Після цього імператором була здійснена інспекційна подорож каналом. Загалом роботи тривали до 611 року.
За часів династій Тан та Сун великий канал виконував важливу економічну роль, дозволяючи швидко пересувати товари та харчі з однієї частини імперії до іншої. Загалом в цей час він не розбудовувався. Чиновники лише стежили за якістю його функціонування. Після падіння у 1128 династії Сун на півночі країни частину каналу було зруйновано китайськими арміями, що відступали під тиском чжурчженів. За часів династії Цзінь Великий канал зазнав майже цілковитої руйнації. Імператори династії Південна Сун приділяли більше уваги розвитку морської торгівлі. Водночас за їх наказом продовжено канал до м. Ханчжоу (тодішній столиці).
У 1279 за наказом Хубілая почалися відновлювальні роботи. За часів династії Юань відгалуження каналу проведено через передгір'я Шандун, а також до столиці Даду (сучасний Пекін), впершись до Шичахая. Проте за останніх імператорів Юань Великий канал знову прийшов у занепад.
Відродження Великого каналу розпочалося з часів династії Мін. Перші роботи проведено за наказом імператора Чжу Ді у 1411–1415. Проводилися роботи з його поглиблення та розширення. З каналом пов'язано розвиток культури того часу. Куньшанська опера поширилася по всьому Китаю, ставши основою Пекінської опери.
Роботи щодо розвитку каналу були продовжені й за часів перших імператорів династії Цін. Особливо опікувався Великим каналом імператор Хунлі. З 1751 він провів 6 великих інспекцій каналу.
У 1855 Хуанхе змінила русло, зруйнувавши тим самим окремі ділянки великого каналу.
З встановлення у 1949 влади КНР розпочалися роботи з відновлення відрізків каналу, що зруйнувалися під час попередніх повстань, різних воєн, стихійних лих. Роботи тривають до тепер.

## Сучасний стан
Сьогодні довжина Великого китайського каналу становить 1794 км. Втім починаючи з 1970 канал сильно зменшився у глибині. Значну його частину складає мілина, що не дозволяє проходити вантажним суднам.
На початок ХХІ сторіччя довжина каналу, по якому можуть проходити вантажний транспорт, становить лише 523 км — ця активна частина тягнеться від Цзиніна (провінція Шаньдун) до Ханчжоу.